# Futbol'nyj Klub Tjumen' 2018-2019
Questa voce raccoglie le informazioni riguardanti il Futbol'nyj Klub Tjumen' nelle competizioni ufficiali della stagione 2018-2019.

## Stagione
La squadra finì ultima in PFN Ligi anche a causa dei sei punti di penalizzazione ricevuti, retrocedendo in terza serie dopo cinque stagioni.

## Rosa
| N. |                       | Ruolo | Calciatore             |
| -- | --------------------- | ----- | ---------------------- |
| 4  | Russia (bandiera)     | C     | Semen Fomin            |
| 5  | Russia (bandiera)     | C     | Artur Ryabokobylenko   |
| 7  | Serbia (bandiera)     | A     | Vladan Milosavljev     |
| 8  | Russia (bandiera)     | C     | Ivan Chudin            |
| 10 | Serbia (bandiera)     | A     | Nenad Marinkovic       |
| 11 | Russia (bandiera)     | A     | Danil Karpov           |
| 15 | Montenegro (bandiera) | D     | Filip Mitrović         |
| 17 | Russia (bandiera)     | C     | Egor Glukhov           |
| 21 | Russia (bandiera)     | P     | Denis Vambolt          |
| 22 | Armenia (bandiera)    | P     | Stanislav Buchnev      |
| 23 | Russia (bandiera)     | C     | Vladislav Oslonovskiy  |
| 24 | Russia (bandiera)     | C     | Nikita Telenkov        |
| 25 | Russia (bandiera)     | P     | Aleksey Usoltsev       |
| 26 | Tagikistan (bandiera) | D     | Farkhod Vasiev         |
| 45 | Russia (bandiera)     | A     | Maksim Votinov         |
| 52 | Russia (bandiera)     | C     | Igor Leontjev          |
| 72 | Russia (bandiera)     | D     | Aleksandr Bem          |
| 78 | Russia (bandiera)     | C     | Artem Dokuchaev        |
| 80 | Russia (bandiera)     | D     | Vyacheslav Bardybakhin |
| 81 | Russia (bandiera)     | C     | Georgiy Margiev        |

| N. |                    | Ruolo | Calciatore            |
| -- | ------------------ | ----- | --------------------- |
| 88 | Russia (bandiera)  | A     | Vladislav Bashinskiy  |
| 90 | Russia (bandiera)  | D     | Pavel Shakuro         |
| 95 | Russia (bandiera)  | D     | Mikhail Kovalenko     |
| 96 | Russia (bandiera)  | D     | Aleksandr Likhachev   |
| 99 | Ucraina (bandiera) | A     | Artem Shcherbak       |
| -  | Russia (bandiera)  | P     | Igor Obukhov          |
| -  | Russia (bandiera)  | D     | Saveli Kozlov         |
| -  | Russia (bandiera)  | D     | Aleksandr Stolyarenko |
| -  | Russia (bandiera)  | D     | Igor Khaymanov        |
| -  | Russia (bandiera)  | C     | Astemir Gordyushenko  |
| -  | Russia (bandiera)  | C     | Igor Koronov          |
| -  | Russia (bandiera)  | C     | Vladimir Parnyakov    |
| -  | Russia (bandiera)  | C     | Georgi Batyaev        |
| -  | Russia (bandiera)  | C     | Ilya Ludyakov         |
| -  | Russia (bandiera)  | A     | Maksim Lauk           |
| -  | Russia (bandiera)  | A     | Aleksey Baev          |
| -  | Russia (bandiera)  | A     | Vladimir Leshonok     |
| -  | Russia (bandiera)  | A     | Artur Maloyan         |
| -  | Russia (bandiera)  | A     | Stanislav Matyash     |

## Risultati

### Campionato
| Arbitro: | Pavel Kukuyan |

|                                                                                       |           |                      |
| Artur Maloyan 6’ Maksim Votinov 42’ Maksim Votinov 44’ Vladislav Kryuchkov 62’ (aut.) | Marcatori | 49’ Vladimir Dyadyun |

| Arbitro: | Evgeni Turbin |

|                                       |           |                           |
| Radik Khayrullov 6’ Artem Deljkin 66’ | Marcatori | 45’ (rig.) Maksim Votinov |

| Arbitro: | Artur Fedorov |

|                 |           |  |
| Maksim Lauk 42’ | Marcatori |  |

| Arbitro: | Igor Nizovtsev |

|  |           |                         |
|  | Marcatori | 79’ (rig.) Daniil Utkin |

| Arbitro: | Anton Frolov |

|                           |           |                    |
| Aleksandr Stolyarenko 78’ | Marcatori | 7’ Maksim Kazankov |

| Arbitro: | Igor Fedotov |

|                    |           |                        |
| Maksim Votinov 62’ | Marcatori | 90'+1’ Vladislav Adaev |

| Tjumen' 18 agosto 2018, ore 14:00 7ª giornata | Tjumen'        | 0 – 0 referto | Sibir' | Stadio Geolog (1.800 spett.)\| Arbitro: \| Aleksey Amelin \| |
| Arbitro:                                      | Aleksey Amelin |               |        |                                                              |

| Arbitro: | Roman Galimov |

|                    |           |                                                          |
| Maksim Votinov 24’ | Marcatori | 1’ Khasan Mamtov 11’ Oleg Chernyshov 66’ Oleg Chernyshov |

| Arbitro: | Lasha Verulidze |

|                                                                               |           |  |
| Vladislav Sarveli 43’ Anton Zinkovskiy 68’ Roman Ezhov 81’ Roman Ezhov 90'+4’ | Marcatori |  |

| Tjumen' 8 settembre 2018, ore 13:00 10ª giornata | Tjumen'          | 0 – 0 referto | Luč Vladivostok | Stadio Geolog (1.500 spett.)\| Arbitro: \| Aleksey Matyunin \| |
| Arbitro:                                         | Aleksey Matyunin |               |                 |                                                                |

| Arbitro: | Kirill Levnikov |

|                       |           |  |
| Aleksey Shumskikh 88’ | Marcatori |  |

| Arbitro: | Vladimir Seldyakov |

|                                       |           |                   |
| Nikita Telenkov 53’ Saveli Kozlov 79’ | Marcatori | 31’ Maksim Barsov |

| Arbitro: | Aleksey Sukhoy |

|                                        |           |  |
| Mikhail Zemskov 26’ Roman Akbashev 69’ | Marcatori |  |

| Arbitro: | Evgeni Kukulyak |

|                                                              |           |                                            |
| Nikita Telenkov 28’ Maksim Lauk 29’ Artur Ryabokobylenko 90’ | Marcatori | 18’ Marat Shaymordanov 39’ Sergey Narylkov |

| Mosca 6 ottobre 2018, ore 13:30 15ª giornata | Spartak-2 Mosca | 0 – 0 referto | Tjumen' | Stadio Accademia Spartak (295 spett.)\| Arbitro: \| Igor Panin \| |
| Arbitro:                                     | Igor Panin      |               |         |                                                                   |

| Arbitro: | Aleksey Sukhoy |

|                   |           |                    |
| Saveli Kozlov 78’ | Marcatori | 28’ Igor Lebedenko |

| Arbitro: | Pavel Kukuyan |

|                                              |           |                   |
| Kamran Aliev 53’ Mikhail Petrusev 66’ (rig.) | Marcatori | 62’ Igor Leontjev |

| Arbitro: | Maksim Chembulatov |

|  |           |                       |
|  | Marcatori | 34’ Vladimir Lobkarev |

| San Pietroburgo 28 ottobre 2018, ore 15:00 19ª giornata | Zenit-2      | 0 – 0 referto | Tjumen' | Stadio SK Petrovsky (257 spett.)\| Arbitro: \| Anton Frolov \| |
| Arbitro:                                                | Anton Frolov |               |         |                                                                |

| Arbitro: | Igor Panin |

|                                     |           |                             |
| Farkhod Vasiev 43’ Danil Karpov 63’ | Marcatori | 80’ (rig.) Pavel Ignatovich |

| Arbitro: | Pavel Shadykhanov |

|                                            |           |                  |
| Vitaliy Pryndeta 86’ Denys Dedechko 90'+1’ | Marcatori | 38’ Danil Karpov |

| Krasnodar 14 novembre 2018, ore 13:00 22ª giornata | Krasnodar-2        | 0 – 0 referto | Tjumen' | Stadio Accademia Krasnodar (1.100 spett.)\| Arbitro: \| Stanislav Vasiljev \| |
| Arbitro:                                           | Stanislav Vasiljev |               |         |                                                                               |

| Arbitro: | Evgeni Kukulyak |

|                   |           |  |
| Oleg Polyakov 86’ | Marcatori |  |

| Arbitro: | Evgeni Turbin |

|                 |           |                    |
| Ilya Petrov 43’ | Marcatori | 56’ Maksim Votinov |

| Arbitro: | Ivan Sidenkov |

|                                      |           |  |
| Artem Dudolev 22’ Pavel Kireenko 40’ | Marcatori |  |

| Arbitro: | Igor Panin |

|                     |           |                         |
| Oleg Chernyshov 86’ | Marcatori | 3’ Astemir Gordyushenko |

| Arbitro: | Lasha Verulidze |

|                            |           |                       |
| Aleksandr Likhachev 45'+2’ | Marcatori | 58’ Vladislav Sarveli |

| Arbitro: | Igor Nizovtsev |

|                     |           |                   |
| Andrey Pavlenko 19’ | Marcatori | 25’ Igor Leontjev |

| Arbitro: | Anton Anopa |

|                  |           |                                         |
| Egor Glukhov 10’ | Marcatori | 76’ Aleksandr Stavpets 90’ Ismail Ediev |

| Arbitro: | Maksim Chembulatov |

|                            |           |                 |
| Evgeniy Pesegov 76’ (rig.) | Marcatori | 61’ Ivan Chudin |

| Arbitro: | Pavel Shadykhanov |

|  |           |                   |
|  | Marcatori | 54’ Artem Fedchuk |

| Arbitro: | Aleksey Amelin |

|                        |           |  |
| Valeri Tskhovrebov 54’ | Marcatori |  |

| Arbitro: | Igor Nizovtsev |

|                           |           |                                          |
| Vladan Milosavljev 45'+3’ | Marcatori | 32’ Soltmurad Bakaev 37’ Sylvanus Nimely |

| Arbitro: | Anton Anopa |

|                       |           |                 |
| Igor Lebedenko 90'+2’ | Marcatori | 7’ Danil Karpov |

| Tjumen' 4 maggio 2019, ore 12:00 35ª giornata | Tjumen'        | 0 – 0 referto | Chimki | Stadio Geolog (1.200 spett.)\| Arbitro: \| Aleksey Amelin \| |
| Arbitro:                                      | Aleksey Amelin |               |        |                                                              |

| Arbitro: | Lasha Verulidze |

|                                                  |           |                   |
| Mukhammad Sultonov 40’ (rig.) Anton Piskunov 73’ | Marcatori | 31’ Pavel Shakuro |

| Arbitro: | Roman Safyan |

|                    |           |                                        |
| Maksim Votinov 87’ | Marcatori | 51’ Dmitriy Pletnev 77’ Mikhail Markin |

| Arbitro: | Nikolay Voloshin |

|                        |           |                        |
| Aleksandr Saplinov 20’ | Marcatori | 53’ Vladan Milosavljev |

### Kubok Rossii
| Arbitro: | Ivan Saraev |

|                                       |           |                     |
| Igor Koronov 45'+3’ Danil Karpov 104’ | Marcatori | 22’ Artem Korzhunov |

| Arbitro: | Sergej Ivanov |

|                               |                      |                   |
| Aleksandr Stolyarenko 120'+1’ | Marcatori            | 108’ Timur Pukhov |
|                               | Tiri di rigore 4 – 1 |                   |

| Arbitro: | Vladimir Moskalev |

|                             |           |  |
| Aleksey Sutormin 32’ (rig.) | Marcatori |  |